# Coeloglossum
Coeloglossum é um género botânico pertencente à família das orquídeas (Orchidaceae). Tem somente uma espécie, Coeloglossum viride.